# Berger belge Tervueren
Pour les articles homonymes, voir Tervueren (homonymie).
Le chien de Tervueren est l'une des quatre races de bergers belges née au début du XIXe siècle, les autres étant le Groenendael, le Laekenois et le Malinois. Il a été importé en France par Monsieur Andler au XXème siècle.

## Apprentissage

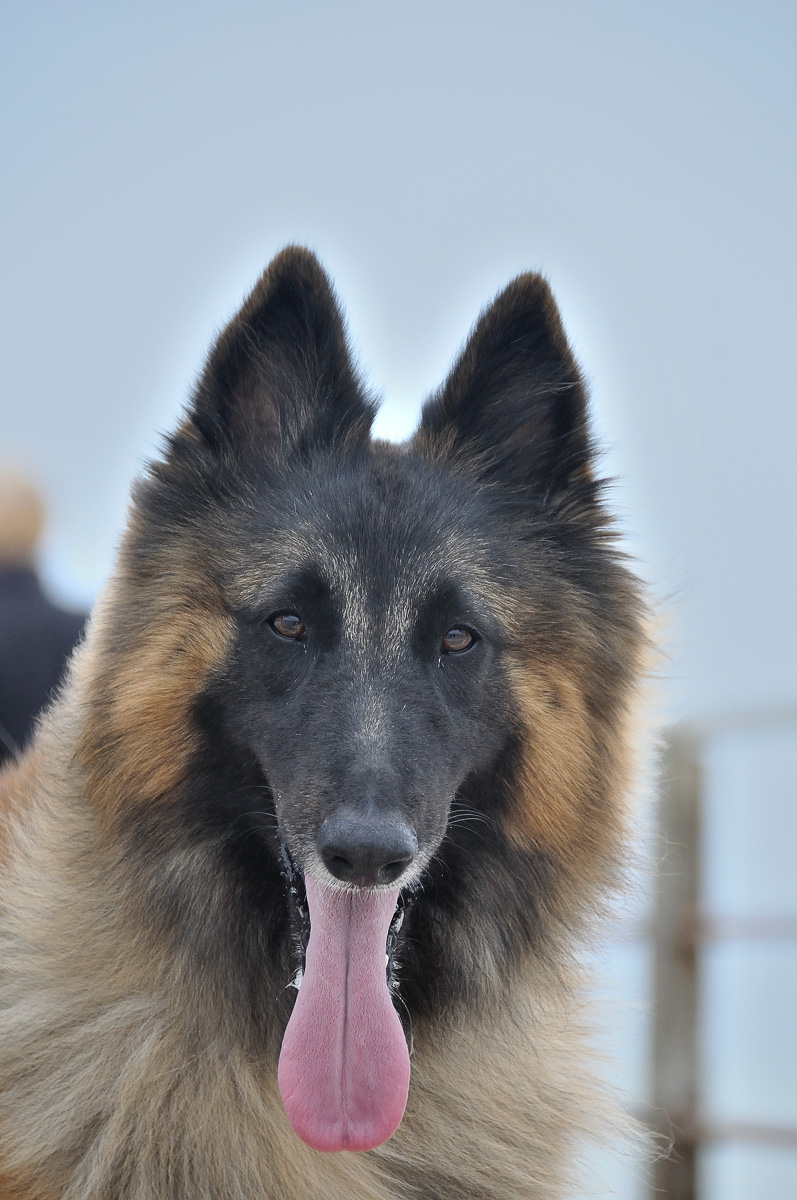
Berger Belge Tervueren femelle.

Il a besoin d'une éducation tendre mais sans laxisme, il ne supporte pas les coups, et on obtient de bien meilleurs résultats avec un dressage calme et respectueux de l’animal. Son éducation est facilitée par son intelligence et sa faculté naturelle d’observation et de compréhension. C'est un chien de travail très apprécié des services de police, armée, pistage, et de sécurité. Souvent affectueux et patient avec les enfants, il est très recherché comme chien de compagnie et pour la garde de propriétés. Le tervueren est le berger belge le plus titré dans les concours d'agilité, tout comme le malinois en ring.

## Comportement
Ce  chien au sensible caractère est intelligent, rustique, il paraît réfléchir avant d’agir. Il possède souvent l'aptitude de gardien de troupeaux, et y joint parfois les qualités de chien de garde. Il est aussi souvent très joueur et toujours prêt à partir en promenade avec son maître.

## Morphologie

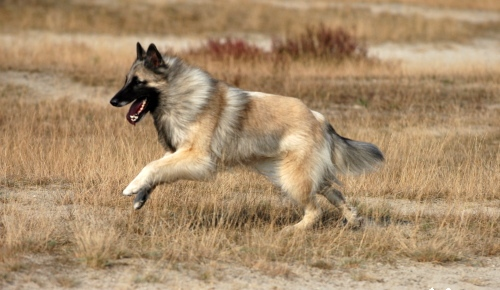
Chien de tervueren en plein saut.

La robe et le masque sont définis avec un strict minimum de huit points de pigmentation des phanères; les deux  oreilles, les deux paupières supérieures, les deux babines supérieures et les deux babines inférieures doivent être noires. L'idéal est d'avoir une tête noire jusqu'aux oreilles lorsqu'ils sont jeunes, vu qu'avec l'âge le masque diminue. Le poil doit être court sur la tête, sur la face externe des oreilles et le bas des membres, sauf sur le bord postérieur de l'avant-bras qui est garni, du coude au poignet, de poils longs appelés franges. Longs et lisses sur le restant du corps et plus longs et abondants autour du cou et sur le poitrail. Les poils les plus longs se trouvent au niveau des fesses et de la queue. La couleur fauve charbonnée restera la couleur préférée et par défaut. Le fauve doit être chaud ne pas être ni clair, ni délavé. Tout chien dont la couleur ne répond pas à l'intensité désirée, ne peut prétendre à un bon qualificatif.
La tête est bien ciselée, longue sans exagération, sèche. Le crâne et le museau sont de longueur sensiblement égale, avec, au maximum un très léger avantage pour le museau, ce qui donne une impression de finesse. La truffe bien noire est humide, le chanfrein est droit ; vu de profil il est parallèle à la ligne imaginaire prolongeant le crâne. La gueule bien fendue, les lèvres doivent être fines bien serrées, et très pigmentées. Les joues sont sèches, bien plates quoique musclées. La mâchoire garnie de dents fortes et bien blanches, elles doivent être bien implantées, et en cisailles, c'est-à-dire que les incisives de la mâchoire supérieure doivent glisser sur celles de la mâchoire inférieure, et doivent dépasser légèrement. La superposition des incisives est tolérée; c'est cette denture, dite "en pince", que les bergers de troupeaux apprécient particulièrement. Les yeux très noirs de grandeur moyenne, ni proéminents, ni enfoncés, légèrement en forme d'amande, les paupières bordées de noir. Les oreilles sont triangulaires, raides et droites, haut plantées sur le crâne, de longueur. La queue bien implantée, forte à la base, de longueur moyenne. Au repos, le chien la tient pendante, la pointe légèrement recourbée en arrière au niveau du jarret. En action, il la relève et accentue la courbe vers la pointe, sans toutefois qu'à aucun moment elle ne puisse former crochet, ni déviation.

## Santé
Les bergers belges souffrent d'un manque de diversité. De fait, il s'agit d'une race qui résiste bien aux intempéries et aux variations climatiques fréquentes du climat belge. Attention ne pas le laisser trop longtemps dehors par temps de forte chaleur. Toutefois, on note cependant une prédisposition à l'épilepsie et à la dystrophie musculaire. Depuis quelques années le cancer de l'estomac est de plus en plus dû à la consanguinité ; il faut bien contrôler les origines des parents et éviter la consanguinité proche sous risque d'avoir des problèmes de santé. Il faut aussi vérifier que la lignée n'a pas d'antécédent de problème de santé. À vérifier aussi que les parents soient indemnes de dysplasie A ou B sous risque que le chien ne doive subir des traitements lourds, voire une opération.